# Roxanne Seeman

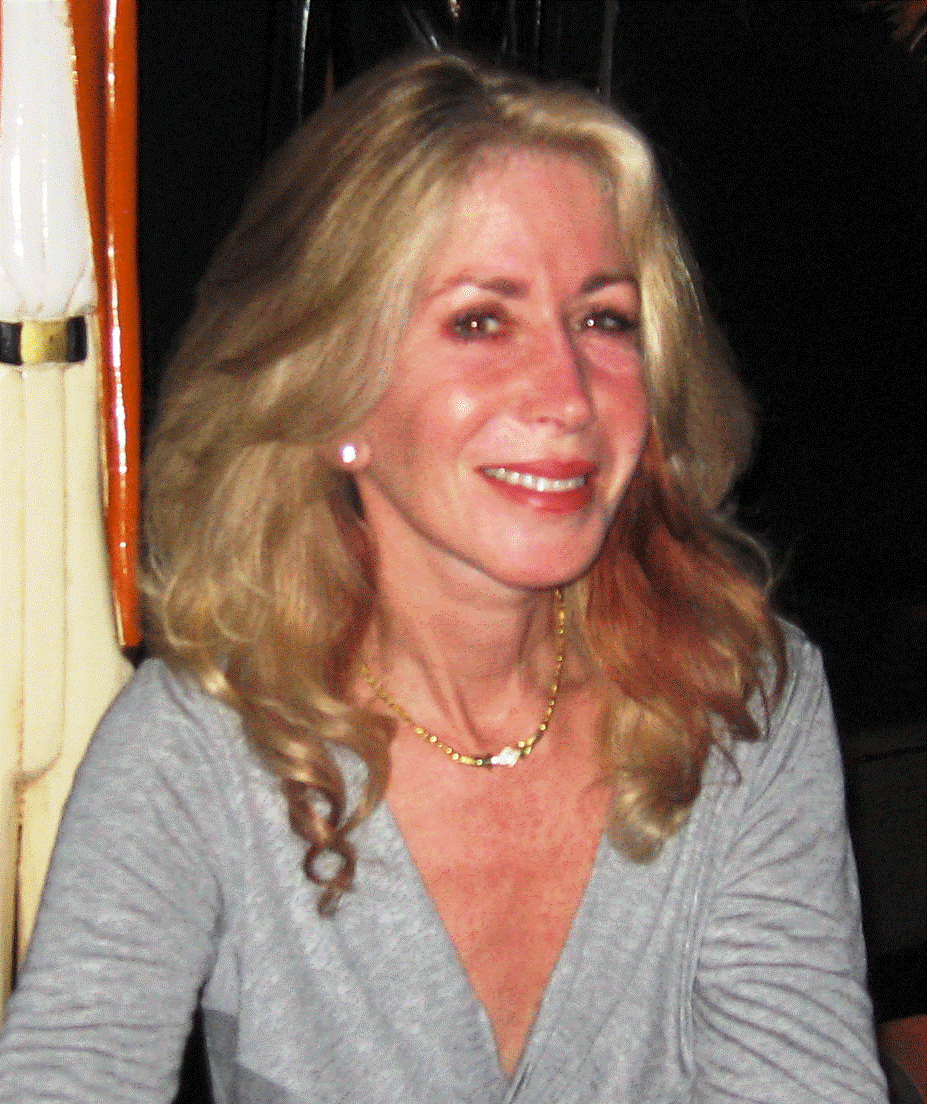
Roxanne Seeman

Roxanne Seeman é uma compositora, letrista e produtora musical estadunidense. Nascida em Nova York é mais conhecida pelas suas canções com Philip Bailey, Phil Collins, The Jacksons, The Sisters of Mercy, Bette Midler, Earth, Wind & Fire, Billie Hughes.
Seeman é um escritor e produtor do Japan Grand Prix Gold Disk Award de Single Internacional do Ano "Welcome To The Edge" de Billie Hughes. Seeman é produtor dos shows da Broadway To Kill a Mockingbird e The Waverly Gallery.

## Educação e início de carreira
Roxanne recebeu seu diploma de Estudos, Artes e Língua Orientais da Columbia University. Passou noites nos Clubes de Jazz de New York e encontrou seu caminho ate os discos quando Dee Dee Bridgewater gravou “Tequila Mockingbird”, uma composição instrumental de Ramsey Lewis com letras da própria Roxanne. Larry Dunn do grupo Earth, Wind & Fire escreveu a música e George Duke produziu o disco. Esse evento contribuiu para a colaboração musical com Philip Bailey (do grupo Earth, Wind & Fire), junto também a Maurice White e Eduardo del Barrio na composição de “Sailaway” para a banda Earth, Wind & Fire que entrou no álbum chamado “Faces”. Na mesma época Roxanne foi chamada para colaborar com Carmine Coppola e Italia Pennino desenvolvendo temas musicais a partir dos scripts de Carmine. Ela co-escreveu letras para os temas de The Black Stallion, The Outsiders (banda dos Estados Unidos), e Napoleon.
Roxanne mantinha a posição de assistente executiva de Scott Rudin, presidente de produção da 20th Century Fox. Em 1987, trabalhou na locação do filme Off Limits gravado em Bangkok, tendo no elenco Willem Dafoe e Gregory Hines. Roxanne foi a responsável pelo elenco tailandês.

## Trabalho com Billie Hughes
Em 1983, a parceria de Roxanne com o cantor e compositor Billie Hughes marcou o começo de uma longa e bem sucedida carreira de gravações, produções, e composições.
Os esforços da dupla Seeman e Hughes atingiu a fama no Japão em 1991 quando escreveram e produziram "Welcome to the Edge". Welcome to the Edge permaneceu entre as 10 melhores na lista da Billboard do Japão por quatro meses, vendendo 520,000 copias. Os compositores receberam primeiro lugar internacional na NHK Grande Premio do Japão (equivalente ao Premio Grammy nos Estados Unidos).
O álbum “Welcome to the Edge” de Billie Hughes foi lançado na Ásia e a canção tem sido gravada por diversos artistas proeminentes no Japão e na China. Em agosto de 2004 a Fuji TV lançou “Mou Daremo Aisenai” com Billie Hughes, “Welcome to the Edge” e “Ai To Lu Nomo To Ni” em DVD, incluindo a canção “Dreamlove” de Billie Hughes.

## Carreira como letrista
“Walking On The Chinese Wall” e’ uma das canções mais narrativas e complexas de Roxanne e Billie, resultando na canção título, chart single e vídeo para “Chinese Wall” do cantor Philip Bailey, trabalho que foi produzido por Phil Collins. Em 1985 Philip Bailey recebeu uma nominação ao Grammy por melhor cantor de R&B pelo álbum “Chinese Wall”.
Em setembro de 2004 o primeiro show de música pop foi realizado na grade muralha da China ao redor de Pequim com Alicia Keys a frente do espetáculo.
A canção “Walking On The Chinese Wall” de Roxanne Seeman e Billie Hughes cantada por Philip Bailey e produzida por Phil Collins foi a canção de encerramento  do evento.
Roxanne atingiu sucesso na Europa, Ásia, e América do Sul, escrevendo letras para canções internacionais reconhecidas como Standards contemporâneos nas suas línguas nativas. A cantora Barbra Streisand gravou a “Let’s Start Right Now”, a canção brasileira "Raios de Luz" com letra original em Inglês de Roxanne Seeman. Essa canção apareceu como bônus na edição limitada do álbum “A Love Like Ours”. Foi também canção bônus no lançamento internacional do single “If You Ever Leave Me”.
Em 2003 Jermaine Jackson esteve no programa “The View”, apresentado por Barbara Walters cantando “Let’s Start Right Now”.
Em 1991 a cantora Bette Midler lançou “Night And Day” de Seeman e Hughes, como single e vídeo musical.
Em 1993, o grupo “The Sisters of Mercy” lançou “Under The Gun”, um chart single e vídeo musical, escrito por Billie Hughes, Roxanne Seeman, e Andrew Eldritch e produzido por Andrew Eldritch e Hughes.
Em colaboração com Sarah Brightman e Frank Peterson, Seeman escreveu “Harem” com nova e original versão em Inglês para “Canção do Mar”, um fado português que ficou famoso na voz de Amália Rodrigues. A canção Harem de Sarah Brightman ficou na lista das 10 melhores da Billboard do gênero “crossover classical” por mais de 80 semanas. “Harem” foi o título para a turnê de Brightman chamada “Harem World Tour”, para as edições do especial para o canal de TV PBS chamado “Harem: A Desert Fantasy Special”, e para o show ao vivo de Las Vegas “ Live From Las Vegas Harem World Tour”, lançado como DVD.  “Harem” (remixada por Lehman e Rivera) também alcançou o primeiro lugar na lista da Billboard na categoria “Hot Dance Club Play”.
Em dezembro de 2008, Daniel Lindstrom lançou na Suíça a canção “Caught in That Feeling”, escrita por Seeman, Lindstrom, e Samsson.
Em 2009 Roxanne colaborou na composição da canção “Amor en Suspenso” (Crocodile Tears) para a cantora Alejandra Guzman, conhecida como a rainha do rock mexicano. Numa entrevista para o programa “Primero Noticias” La Guzman, como e’ chamada em seu país, revelou que pensa em dedicar a canção “Amor en Suspenso” a intensa experiência que sofreu por conta de um erro medico.

## Ásia
Em 2009, Seeman começou seu trabalho para o novo disco do cantou Jacky Cheung, o número 1 pop star chinês. Roxanne esteve na Ásia in Agosto 2009 onde permaneceu por 5 semanas. Desde então suas canções foram lançadas por diversos artistas como: Evan Yo ( Sony Taiwan), Linda Chung (Star Entertainment Hong Kong) e também como tema de uma “novela” tailandesa chamada “Hi My Sweetheart” com Rainie Yang and Show Luo.

## Cinema e televisão
Roxanne Seeman já teve seu trabalho incorporado em filme, televisão, vídeo, e gravações musicais. A canção “So Hard To Know” foi escrita sob encomenda para Chet Baker. A mesma aparece no documentário nominado para o Oscar “Let’s Get Lost”, o tributo de Bruce Weber a vida e música de Chet Baker. O relançamento do documentário “Let’s Get Lost” teve sua estréia em Londres em 5 de Junho de 2008.
Em Fevereiro de 1994 foi ao ar pela ABC ao vivo do MGM Grand hotel em Las Vegas o show “The Jackson Family Honors” apresentando entre outras a canção “If You’d Only Believe” de Roxanne Seeman, Billie Hughes, e Jermaine Jackson, como  canção de encerramento e com participação de Michael Jackson e outros artistas convidados como Celine Dion.
“Welcome to The Edge” recebeu uma nominação Emmy como melhor canção original no programa de televisão chamado Santa Barbara. Em 1992, Seeman e Hughes receberam uma segunda nominação para o Emmy como melhor canção original por “Dreamlove” do programa de televisão “Another World”.
Com o grupo Earth, Wind, & Fire, Seeman escreveu “Cruisin” para “Get On The Bus” de Spike Lee. A colaboração com Eric Levi do ERA e Com Philip Bailey do grupo Earth, Wind & Fire resultou na canção título do filme Frances “La Vengeance d’Une Blonde”.
Roxanne também escreveu “Hold On To The Good Things” para o filme Stuard Little 2, gravada pelo artista vencedor do Grammy Shawn Colvin. “Hold On To The Good Things” aparece como segunda canção credito.
A partir do tema de William Ross para o filme The Young Black Stallion, Roxanne e Gavin Greenaway desenvolveram e produziram a canção “Born To Ride” cantada por Biana Tamini de 11 anos, atriz do filme, para o lançamento do DVD em Dezembro de 2004.

## Discografia e filmografia
| Ano  | Filme                                                          | Canção                     | Artista                             | Escritor                                           | Diretor                | Estúdio                                            |
| ---- | -------------------------------------------------------------- | -------------------------- | ----------------------------------- | -------------------------------------------------- | ---------------------- | -------------------------------------------------- |
| 2011 | Lost in Panic Cruise (Mi Shi Zi Ke Kao An)                     | Hui Bu Hui (Face to Face)  | Yangkun                             | Roxanne Seeman - Fredrik Samsson - Tobias Forsberg | Fanfan Zhang           | Beijing Shengshi Huarui Film Company               |
| 2010 | Crossing Hennessy (Yut Mun Hinneisi)                           | Lucky in Love              | Jacky Cheung                        | Roxanne Seeman - Daniel Nitt                       | Ivy Ho                 | Edko Films, Ltd.                                   |
| 2011 | Summer Love                                                    | No One Knows               | Terence Siufay                      | Roxanne Seeman - Kine Ludvigsen - Olav Fossheim    | Wilson Chin            | Sun Entertainment                                  |
| 2010 | The Greatest Ears In Town: The Arif Mardin Story               | So Blue                    | Chaka Khan - David Sanborn          | Roxanne Seeman - Arif Mardin                       | Doug Biro - Joe Mardin | Joe Mardin                                         |
| 2003 | Young Black Stallion                                           | Born To Ride               | Biana Tamimi                        | William Ross - Roxanne Seeman - Gavin Greenaway    | Simon Wincer           | The Kennedy/Marshall Company - Disney IMAX         |
| 2002 | Stuart Little 2                                                | Hold On To The Good Things | Shawn Colvin                        | Roxanne Seeman - Holly Knight                      | Rob Minkoff            | Columbia Pictures                                  |
| 2000 | Jonghab Beyongwon The Movie: Cheonil Dangan (General Hospital) | Welcome To The Edge        | Billie Hughes                       | Roxanne Seeman - Bille Hughes - Dominic Messinger  | Yun-seok Choi          | AFDF (Korea)                                       |
| 1994 | La Vengeance D'Une Blonde                                      | People and Places          | Philip Bailey - Dee Dee Bridgewater | Roxanne Seeman - Eric Levi - Philip Bailey         | Jeannot Szwarc         | Les Films de la Colline                            |
| 1995 | Pourquoi Maman Est Dans Mon Lit                                | Africa                     | Billie Hughes                       | Roxanne Seeman - Billie Hughes                     | Patrick Malakian       | Gaumont Films France                               |
| 1995 | Above Suspicion                                                | Yours                      | Scott Mayo                          | Roxanne Seeman - Philip Bailey - Chuck Wild        | Steven Schachter       | Rysher Entertainment                               |
| 1992 | Chain of Desire                                                | So Hard To Know            | Chet Baker                          | Roxanne Seeman - Rique Pantoja                     | Temistocles Lopez      | Distant Horizon - Mad Dog Pictures - October Films |
| 1990 | Under Crystal Lake                                             | Safe Back In Your Arms     | Warren Wiebe                        | Roxanne Seeman - Darin Scheff - Tony Smith         | Kris Kertenian         | American Entertainment Circle                      |
| 1988 | Let's Get Lost                                                 | So Hard To Know            | Chet Baker                          | Roxanne Seeman                                     | Bruce Weber            | Little Bear Films                                  |
| 1985 | The Heavenly Kid                                               | Heart of Love              | Jamie Bond                          | Roxanne Seeman - Billie Hughes                     | Cary Medoway           | Orion Pictures                                     |
| 1989 | Little Monsters                                                | I Wanna Yell               | Billie Hughes                       | Roxanne Seeman - Billie Hughes                     | Richard Greenberg      | Vestron/MGM Films                                  |
| 1982 | Fighting Back                                                  | Meant For You              | Debra Laws                          | Roxanne Seeman - David Lasley                      | Lewis Teague           | Paramount Pictures                                 |
| 1980 | New Year's Evil                                                | New Year's Evil            | Shadow                              | Roxanne Seeman - Eduardo del Barrio                | Emmet Alston           | Cannon Films                                       |

## Discografia
| Phil Collins "Plays Well With Others"/Philip Bailey | Walking On The Chinese Wall        | Escritora |
| The Stanley Clarke Band                             | Lost In A World                    | Escritora |
| Earth, Wind & Fire                                  | Everyday Is Christmas              | Escritora |
| Arif Mardin feat. Chaka Khan & David Sanborn        | So Blue                            | Escritora |
| Alejandra Guzman                                    | Amor en Suspenso (Crocodile Tears) | Escritora |
| Sarah Brightman                                     | Harem (single)                     | Escritora |
| Shawn Colvin                                        | Hold On To The Good Things         | Escritora |
| Barbra Streisand                                    | Let's Start Right Now              | Escritora |
| Diane Schuur                                        | I'd Fly                            | Escritora |
| Philip Bailey                                       | Sail Away                          | Escritora |
| Phyllis Hyman                                       | Maybe Tomorrow                     | Escritora |
| Earth, Wind & Fire                                  | Divine                             | Escritora |
| Melissa Manchester                                  | Heart of Love                      | Escritora |
| Philip Bailey                                       | Yours                              | Escritora |
| The Sisters of Mercy                                | Under The Gun (single)             | Escritora |
| Earth, Wind & Fire                                  | Cruising                           | Escritora |
| Double You                                          | Walking On The Chinese Wall        | Escritora |
| Laima                                               | Dreamlove                          | Escritora |
| Randy Crawford                                      | If You'd Only Believe              | Escritora |
| Billie Hughes                                       | Dreamlove                          | Escritora |
| Billie Hughes                                       | Welcome To The Edge (single)       | Escritora |
| Bette Midler                                        | Night & Day (single)               | Escritora |
| The Jacksons                                        | If You'd Only Believe              | Escritora |
| Chet Baker/Rique Pantoja                            | So Hard To Know                    | Escritora |
| Angela Bofill/Peabo Bryson                          | For You & I                        | Escritora |
| Terri Gonzalez                                      | Dynamic Attraction                 | Escritora |
| The Manhattans                                      | Maybe Tomorrow                     | Escritora |
| The Four Tops/Phyllis Hyman                         | Maybe Tomorrow                     | Escritora |
| Randy Crawford                                      | Actual Emotional Love              | Escritora |
| The Triplets                                        | Win Your Love                      | Escritora |
| Jamie Bond (The Heavenly Kid soundtrack)            | Heart of Love (single)             | Escritora |
| Earth, Wind & Fire                                  | Straight From the Heart            | Escritora |
| Dianne Reeves                                       | Passageway                         | Escritora |
| Stephanie Mills                                     | Wailin'                            | Escritora |
| Revelation                                          | Without Love                       | Escritora |
| Sylvia St. James                                    | Grace                              | Escritora |
| Stanley Turrentine                                  | Only You & Me                      | Escritora |
| Debra Laws                                          | Meant For You (single)             | Escritora |
| Debra Laws                                          | All The Things I Love              | Escritora |
| Jean Carne                                          | Don't Say No (To Love)             | Escritora |
| Earth, Wind & Fire                                  | Sailaway                           | Escritora |
| Switch/Jermaine Jackson                             | Reaching for Tomorrow              | Escritora |
| Dee Dee Bridgewater                                 | Tequila Mockingbird                | Escritora |

## Gravações internacionais
| Canção                                 | Artista                                       | Escritor                                            | Produtor                     | Gravadora                             | Território      |
| -------------------------------------- | --------------------------------------------- | --------------------------------------------------- | ---------------------------- | ------------------------------------- | --------------- |
| Cuo Dui Le(Wrong But Right)            | Boon Hui Lu                                   | Boon Huilu - Victor Lau - Roxanne Seeman - I-Wei Wu | Bing Wang                    | HIM Music                             | Taiwan          |
| Everyday Is Christmas                  | Nils Landgren                                 | Seeman - Steinke                                    |                              | ACT Music                             | Europa          |
| What You Doin′ Tonight                 | Edray Teodoro                                 | Seeman - Hernandez - Sibanda                        |                              | MCA Music (Universal Music Filipinas) | Filipinas       |
| Our Moment                             | Kyle Echarri                                  | Seeman - Bailey - Hoy - Soegaard                    | Francis Guevarra             | MCA Music (Universal Music Filipinas) | Filipinas       |
| Caught In That Feeling                 | Jason Dy                                      | Seeman - Lindstrom - Samsson                        | Fredrik Samsson              | MCA Music (Universal Music Filipinas) | Filipinas       |
| Caught In That Feeling                 | Jason Dy                                      | Seeman - Lindstrom - Samsson                        | Moh Denebi                   | MCA Music (Universal Music Filipinas) | Filipinas       |
| When You Hear This Song                | Jason Dy                                      | Seeman - Nitt                                       |                              | MCA Music (Universal Music Filipinas) | Filipinas       |
| Turn Out The Night                     | Jason Dy                                      | Seeman - Moring - Messinger                         |                              | MCA Music (Universal Music Filipinas) | Filipinas       |
| Which Way, Robert Frost?               | Paolo Onesa                                   | Seeman - Steinke                                    | Francis Guevarra             | MCA Music (Universal Music Filipinas) | Filipinas       |
| Lucky In Love                          | Paolo Onesa                                   | Seeman - Nitt                                       | William Kong                 | MCA Music (Universal Music Filipinas) | Filipinas       |
| Lucky In Love                          | Paolo Onesa                                   | Seeman - Nitt                                       | Nansun Shi                   | MCA Music (Universal Music Filipinas) | Filipinas       |
| When Love Calls Your Name              | Elhaida Dani                                  | Seeman - Cocciante                                  | Riccardo Cocciante           | Universal Italia                      | Itália          |
| Falling For Your Love                  | Saint Lu                                      | Saint Lu - Seeman - Messer                          | Patrik Majer                 | Warner Alemania                       | Europa          |
| Lonely Kiss                            | Cecilia Han                                   | Seeman - Christensen - Lange - Munk                 | Cecilia Han                  | Gold Typhoon                          | China           |
| Saving Grace                           | Lin Yu-Chun                                   | Seeman - Steinke - Martin                           | Walter Afanasieff            | Sony Music                            | Taiwan China    |
| Hui Bu Hui (Will We)                   | Yang Kun                                      | Seeman - Samsson - Forsberg                         | Zhang Yadong                 |                                       | China           |
| Reach Out (That′s What It′s All About) | Oslo Soul Children                            | Seeman - Fossheim - Ludvigsen                       | Olav Fossheim                | MTG Music                             | Noruega         |
| No One Knows                           | Stephy Tang                                   | Seeman - Fossheim - Ludvigsen                       | Gary Chan                    | Gold Typhoon                          | Hong Kong China |
| When You Hear This Song                | Allen Su                                      | Seeman - Nitt                                       |                              | Sony Music                            | China           |
| Arrest Me                              | Amber Kuo                                     | Seeman - Grubert - Zuckowski                        | Andrew Chen                  | Warner Music                          | Taiwan China    |
| Everyday Is Christmas                  | Jacky Cheung                                  | Seeman - Steinke                                    | Andrew Tuason                | Universal                             | Hong Kong China |
| Lucky In Love                          | Jacky Cheung                                  | Seeman - Nitt                                       | Andrew Tuason                | Universal                             | Hong Kong China |
| Double Trouble                         | Jacky Cheung                                  | Seeman - Fossheim Ludvigsen                         | Andrew Tuason                | Universal                             | Hong Kong China |
| Which Way Robert Frost                 | Jacky Cheung                                  | Seeman - Steinke                                    | Andrew Tuason                | Universal                             | Hong Kong China |
| Let It Go                              | Jacky Cheung                                  | Seeman - Lindstrom - Musto                          | Andrew Tuason                | Universal                             | Hong Kong China |
| Tick Tock                              | Rainie Yang                                   | Seeman - Fossheim - Ludvigsen                       | Andrew Tuason                | Sony Music                            | Taiwan China    |
| Tick Tock                              | Rainie Yang                                   | Seeman - Fossheim - Ludvigsen                       | Andrew Tuason                | Sony Music                            | Japão           |
| Cha Cha Cha                            | Linda Chung                                   | Seeman - Fossheim - Ludvigsen                       | Andrew Tuason                | Star Entertainment                    | Hong Kong China |
| All Pumped Up                          | Evan Yo                                       | Seeman - Grubert - Zuckowski                        |                              | Sony Music                            | Taiwan China    |
| Caught In That Feeling                 | Daniel Lindstrom                              | Seeman - Lindstrom - Samsson                        | Fredrik Samsson - Moh Denebi | Laluff Music                          | Suécia          |
| Let′s Start Right Now                  | Leila Maria                                   | Seeman - Silva - Bastos                             |                              | Rob Digital                           | Brasil          |
| Goodnite But Not Goodbye               | Nina                                          | Seeman - Keller - Oberoff                           |                              | Waner Music                           | Filipinas       |
| Welcome To The Edge                    | Billie Hughes                                 | Seeman - Hughes - Messinger                         | Hughes                       | Pony Canyon Warner                    | Japão           |
| Welcome To The Edge                    | Billie Hughes                                 | Seeman - Hughes - Messinger                         | Seeman                       | Pony Canyon Warner                    | SE Ásia         |
| Theme From The Edge                    | Billie Hughes                                 | Seeman - Hughes - Messinger                         | Hughes                       | Pony Canyon Warner                    | Japão           |
| Theme From The Edge                    | Billie Hughes                                 | Seeman - Hughes - Messinger                         | Seeman                       | Pony Canyon Warner                    | SE Ásia         |
| Hurricane                              | Billie Hughes                                 | Seeman - Hughes - Messinger                         | Hughes                       | Pony Canyon Warner                    | Japão           |
| Hurricane                              | Billie Hughes                                 | Seeman - Hughes - Messinger                         | Seeman                       | Pony Canyon Warner                    | SE Ásia         |
| Night & Day                            | Billie Hughes                                 | Seeman - Hughes - Messinger                         | Hughes                       | Pony Canyon Warner                    | Japão           |
| Night & Day                            | Billie Hughes                                 | Seeman - Hughes - Messinger                         | Seeman                       | Pony Canyon Warner                    | SE Ásia         |
| I′ll See You Again                     | Billie Hughes                                 | Seeman - Hughes - Messinger                         | Hughes                       | Pony Canyon Warner                    | Japão           |
| I′ll See You Again                     | Billie Hughes                                 | Seeman - Hughes - Messinger                         | Seeman                       | Pony Canyon Warner                    | SE Ásia         |
| Two Worlds Apart                       | Billie Hughes                                 | Seeman - Hughes - Messinger                         | Hughes                       | Pony Canyon Warner                    | Japão           |
| Two Worlds Apart                       | Billie Hughes                                 | Seeman - Hughes - Messinger                         | Seeman                       | Pony Canyon Warner                    | SE Ásia         |
| The Blue Line                          | Billie Hughes                                 | Seeman - Hughes - Messinger                         | Hughes                       | Pony Canyon Warner                    | Japão           |
| The Blue Line                          | Billie Hughes                                 | Seeman - Hughes - Messinger                         | Seeman                       | Pony Canyon Warner                    | SE Ásia         |
| Dreamlove                              | Billie Hughes                                 | Seeman - Hughes - Messinger                         | Hughes                       | Pony Canyon Warner                    | Japão           |
| Dreamlove                              | Billie Hughes                                 | Seeman - Hughes - Messinger                         | Seeman                       | Pony Canyon Warner                    | SE Ásia         |
| Wish You Were Around                   | Billie Hughes                                 | Seeman - Hughes - Messinger                         | Hughes                       | Pony Canyon Warner                    | Japão           |
| Wish You Were Around                   | Billie Hughes                                 | Seeman - Hughes - Messinger                         | Seeman                       | Pony Canyon Warner                    | SE Ásia         |
| Expectations Of Love                   | Billie Hughes                                 | Seeman - Bailey - Sigman - Robbins                  | Seeman                       | Passion                               | Reino Unido     |
| Expectations Of Love                   | HuDavid Lasley                                | Seeman - Bailey - Sigman - Robbins                  | Seeman                       | Passion                               | Reino Unido     |
| Will To Survive                        | David Lasley                                  | Seeman - Oliver - Dreau                             | Seeman Oliver                | Passion                               | Reino Unido     |
| Night Of Our Lives                     | David Lasley                                  | Seeman - Oliver - Messinger                         | Seeman Oliver                | Passion                               | Reino Unido     |
| Revelations                            | David Lasley                                  | Seeman - Oliver                                     | Seeman Oliver                | Passion                               | Reino Unido     |
| Meant For You                          | David Lasley                                  | Seeman - Lasley                                     | Lasley Seeman                | Cool Sounds                           | Japão           |
| Your Voice                             | David Lasley                                  | Seeman - Lasley                                     | Lasley Seeman                | Cool Sounds                           | Japão           |
| Til I Walk With You                    | David Lasley                                  | Seeman - Lasley                                     | Lasley Seeman                | Cool Sounds                           | Japão           |
| Eight Titles                           | Liane Foly                                    | Seeman - Liane Foly                                 | Mars Lasar                   | Virgin France                         | Europa          |
| I′d Fly                                | Cocciante & Bellenis                          | Seeman - Cocciante Dreau                            | Richard Cocciante            | Virgin/Italy & Sony                   | Europa          |
| Show Me                                | Barbara Weathers                              | Seeman - Cocciante                                  | Jeffrey Weber                | Polygram                              | Japão           |
| For You And I                          | Paola Mei                                     | Seeman - Del Barrio                                 | Itália                       | Interbeat                             | Itália          |
| People And Places                      | Philip Bailey & Dee Dee Bridgewater           | Seeman - Bailey - Levi                              | Eric Levi                    | BMG                                   | França          |
| People And Places                      | Philip Bailey & Dee Dee Bridgewater           | Seeman - Bailey - Levi                              | Eric Levi                    | BMG                                   | Asia            |
| Walking On The Chinese Wall            | Philip Bailey/una Canzone                     | Seeman - Hughes                                     | Phil Collins                 | P.M./Sony                             | Itália          |
| Walking On The Chinese Wall            | Indiana                                       | Seeman - Hughes                                     | Itália                       | Blanco Y Negro                        | Espanha         |
| Walking On The Chinese Wall            | Indiana                                       | Seeman - Hughes                                     | Itália                       | Blanco Y Negro                        | Itália          |
| Welcome To The Edge                    | Santa Barbara Soundtrack                      | Seeman - Hughes - Messinger                         | Itália                       | Intercord                             | Alemanha        |
| Welcome To The Edge                    | Wink                                          | Seeman - Hughes - Messinger                         | Itália                       | Polystar                              | Japão           |
| Welcome To The Edge                    | Mie Yamamoto                                  | Seeman - Hughes - Messinger                         | Itália                       | Apollo Sounds                         | Japão           |
| Welcome To The Edge                    | Bon Chic                                      | Seeman - Hughes - Messinger                         | Itália                       | Teichiku                              | Japão           |
| Welcome To The Edge                    | The Nolans                                    | Seeman - Hughes - Messinger                         | Itália                       | Virgin                                | Japão           |
| Welcome To The Edge                    | Bill Champlain                                | Seeman - Hughes - Messinger                         | Itália                       | King                                  | Japão           |
| Welcome To The Edge                    | The Best Hits Of T.V Theme                    | Seeman - Hughes - Messinger                         | Itália                       | Toshiba / Emi                         | Japão           |
| Welcome To The Edge                    | New Energy Beat                               | Seeman - Hughes - Messinger                         | Itália                       | Pony Canyon                           | Japão           |
| Welcome To The Edge                    | Fuji Television Themes                        | Seeman - Hughes - Messinger                         | Itália                       | Nippon Phonogram                      | Japão           |
| Welcome To The Edge                    | Crystal Sound Orchestra                       | Seeman - Hughes - Messinger                         | Valentin Coupeau             | Alfa Records Compilations             | Japão           |
| Night And Day                          | Jasmine                                       | Seeman - Hughes                                     | Itália                       | Polystar                              | Japão           |
| Night And Day                          | Jasmine                                       | Seeman - Hughes                                     | Itália                       | Polystar                              | Hong Kong       |
| Night And Day                          | Cherrie Tsoi                                  | Seeman - Hughes                                     | Itália                       | Warner Music                          | Hong Kong       |
| Welcome To The Edge                    | Joyce                                         | Seeman - Hughes - Messinger                         | Itália                       | Golden Pony                           | Hong Kong       |
| Love Is An Art                         | Wink                                          | Seeman - Hughes - Keller                            | Itália                       | Polystar                              | Japão           |
| My World                               | Wink                                          | Seeman - Hughes                                     | Itália                       | Polystar                              | Japão           |
| Night And Day                          | Wink                                          | Seeman - Hughes                                     | Itália                       | Polystar                              | Japão           |
| Mysterious                             | Wink                                          | Seeman - Curiale                                    | Itália                       | Polystar                              | Japão           |
| The Hotter The Night                   | Sachiko Suzuki                                | Seeman - Goldberg - ST. James                       | Itália                       | Polystar                              | Japão           |
| Expectations Of Love                   | David Lasley                                  | Seeman - Bailey - Sigman - Robbins                  | Seeman                       | Crazy Time Magazine                   | Itália          |
| Yours                                  | Scott Mayo                                    | Seeman - Bailey - Wild                              | Seeman                       | New Sounds Monografie Magazine        | Itália          |
| Night Of Our Lives                     | David Lasley                                  | Seeman - Oliver - Messinger                         | Seeman Oliver                | Crazy Time Magazine                   | Itália          |
| Ready To Fall In Love                  | David Lasley                                  | Seeman - Lasley - Barken - Black                    | Itália                       | Crazy Time Magazine                   | Itália          |
| Winter, Summer                         | Steve Tavaglione                              | Seeman - Bailey - Wild                              | Seeman                       | New Age Magazine ″sky″ Sampler        | Itália          |
| Night Of Our Lives                     | David Lasley                                  | Seeman - Oliver - Messinger                         | Seeman Oliver                | Crazy Time Magazine                   | Itália          |
| Night Of Our Lives                     | Steve Tavaglione                              | Seeman - Oliver - Messinger                         | Seeman Oliver                | New Sounds Monografie Magazine        | Itália          |
| Yours                                  | Philip Bailey                                 | Seeman - Bailey - Wild                              | Seeman Bailey                | Crazy Time Magazine                   | Itália          |
| For You & I                            | Satoshi Ikeda                                 | Seeman - Del Barrio                                 | Italia                       | Teichiku                              | Japão           |
| Love Is An Art                         | Joe Yamanaka                                  | Seeman - Hughes - Keller                            | Bunetta Chudakoff            | Bunetta, Chudakoff & Kitajima         | Japão           |
| I Don′t Mind                           | Joe Yamanaka                                  | Seeman - Steele - Del Barrio                        | Bunetta Chudakoff            | Bunetta, Chudakoff & Kitajima         | Japão           |
| What Will We Do Now                    | Yuki Kuni                                     | Seeman - Hughes                                     | Osamu Kitajima               | Higher Octave / Teichiku              | Japão           |
| The Blue Line                          | Iwasake Yoshimi                               | Seeman - Hughes                                     | Bobby Watson                 | CBS /Sony                             | Japão           |
| One Step                               | Kazuo Takeda                                  | Seeman - Ballard - Marcoulier                       | Ballard Marcoulier           | JVC/Victor                            | Japão           |
| My World                               | Zoe Heywood                                   | Seeman - Hughes                                     | Yasohachi′ 88                | CBS/Sony                              | Japão           |
| Expectations Of Love                   | Jeff Sigman                                   | Seeman - Bailey - Sigman - Robbins                  | Seeman                       | Polydor                               | Japão           |
| Expectations Of Love                   | David Lasley                                  | Seeman - Bailey - Sigman - Robbins                  | Seeman                       | Polydor                               | Japão           |
| Love Brought Us Here                   | Rique Pantoja                                 | Seeman - Pantoja                                    | Pantoja                      | Pony Canyon Wea                       | Japão Brasil    |
| In A Night                             | Rique Pantoja                                 | Seeman - Pantoja                                    | Pantoja                      | Pony Canyon Wea                       | Japão Brasil    |
| I′ll See You Again                     | Allan Clarke                                  | Seeman - Hughes                                     | Tony Taverner                | Itália                                | Alemanha        |
| I′ll See You Again                     | (The Hollies)                                 | Seeman - Hughes                                     | Tony Taverner                | Itália                                | Alemanha        |
| Every Heart Has A Vision               | Allan Clarke                                  | Seeman - Hughes                                     | Tony Taverner                | Itália                                | Alemanha        |
| Every Heart Has A Vision               | (The Hollies)                                 | Seeman - Hughes                                     | Tony Taverner                | Itália                                | Alemanha        |
| Mwanzia                                | Roger Christian                               | Seeman - Hughes                                     | Gary Katz                    | Island                                | Inglaterra      |
| Love Is An Art                         | Pernilla Wahlgren                             | Seeman - Hughes - Keller                            | Ingrosso & Bolyos            | Sonet                                 | Suécia          |
| Walking On The Chinese Wall            | Young Talent Team Now & Then 15th Anniversary | Seeman - Hughes                                     | Itália                       | Hammond TV Prods/Records              | Austrália       |
| Anna Maria                             | Tsu - Ba - Sa                                 | Seeman - Hughes                                     | Giroh Gotoh                  | Sony Music                            | Japão           |
| The Way You Make Me Feel               | Paper Balloon                                 | Seeman - Hughes - Nelson                            | Hughes & Gotoh               | West Wings                            | Japão           |
| The Outside In                         | Paper Balloon                                 | Coppola - Pennino - Seeman                          | Henry Lewy                   | 2nd Avenue King                       | Japão           |
| The Outside In                         | Ragazzi Della 54th Strada                     | Coppola - Pennino - Seeman                          | Carmine Coppola              | Italia                                | Itália          |
| Heart On The Line                      | Grace Kennedy                                 | Seeman - Phillips                                   | Philip Swirn                 | DJM                                   | Inglaterra      |
| Heart On The Line                      | Grace Kennedy                                 | Seeman - Phillips                                   | Philip Swirn                 | DJM                                   | África do Sul   |
| Tequila Mockingbird                    | Its                                           | Seeman - Dunn                                       | Akira Taguchi                | JVC                                   | Japão           |
| Bittersweet                            | Its                                           | Seeman - Ritenour                                   | Akira Taguchi                | JVC                                   | Japão           |

1. 1 2  Hayden, Erik; Hayden, Erik (1 de julho de 2019). «Academy Invites 842 New Members». The Hollywood Reporter (em inglês). Consultado em 1 de fevereiro de 2023
2. ↑  «Roxanne Seeman | Credits». AllMusic (em inglês). Consultado em 1 de fevereiro de 2023
3. 1 2 3  Bessman, Jim (16 de março de 2002). «Turning Foreign Verse Into English Prose» (PDF). Billboard: 69
4. ↑  «Billie Hughes; Recorded 'Welcome to the Edge'». Los Angeles Times (em inglês). 18 de julho de 1998. Consultado em 11 de outubro de 2020
5. ↑  Pesselnick, Jill (21 de agosto de 1998). «Billie Hughes». Variety (em inglês). Consultado em 2 de abril de 2022
6. ↑  Rooney, David (13 de dezembro de 2018). «'To Kill a Mockingbird': Theater Review». The Hollywood Reporter (em inglês). Consultado em 14 de setembro de 2021
7. ↑  «News». To Kill A Mockingbird on Broadway (em inglês). Consultado em 14 de setembro de 2021
8. ↑  Adams, Mike (11 de janeiro de 2020). «Roxanne Seeman: A Life In Song». Great Neck Record (em inglês). Consultado em 1 de fevereiro de 2023
9. ↑  Powell, Suzanne K. (setembro de 2020). «COVID-19 Time Capsule 1: DATE: March 15, 2020». Professional Case Management (5): 245–247. ISSN 1932-8087. doi:10.1097/ncm.0000000000000457. Consultado em 1 de fevereiro de 2023
10. ↑  McClure, Steve (21 de março de 1992). Chage & Aska Say Yes To Top Japan Nods (PDF) (em inglês). [S.l.]: Billboard. 55 páginas
11. ↑  Litchtman, Irv (24 de agosto de 1991). Versions Of A Soap-Opera Track Cleaning Up In Japan (PDF) (em inglês). [S.l.]: Billboard. 29 páginas
12. ↑  «今日は一日 ○○三昧（ざんまい）». www.nhk.or.jp. Consultado em 24 de abril de 2021
13. ↑  Welcome to the Edge - Billie Hughes | Song Info | AllMusic (em inglês), consultado em 5 de outubro de 2020
14. ↑  «28th Annual Grammy Awards». www.grammy.com. Consultado em 1 de fevereiro de 2023
15. ↑  Let's Start Right Now by Barbra Streisand - Track Info | AllMusic (em inglês), consultado em 1 de fevereiro de 2023
16. ↑  «Raio de Luz». Simone Bittencourt de Oliveira. Consultado em 1 de fevereiro de 2023
17. ↑  Jermaine Jackson (29 de março de 2016), Jermaine Jackson performs "Let's Start Right Now" on The View (2003), consultado em 28 de julho de 2017
18. ↑  «Music Contributions». JERMAINE Jackson. Consultado em 25 de abril de 2021
19. ↑  «True to her roots; Bette Midler returns to the - ProQuest». www.proquest.com (em inglês). Consultado em 11 de janeiro de 2022
20. ↑  网易 (10 de março de 2010). «张学友《Private Corner》评测：值得细细品味». ent.163.com. Consultado em 11 de outubro de 2020
21. ↑  «Top ten most downloaded Christmas songs | Classic Pop Icons». Consultado em 24 de abril de 2021
22. ↑  Jacksons, The; Bronson, Fred (24 de outubro de 2017). The Jacksons: Legacy (em inglês). [S.l.]: Running Press. ISBN 9780316473743
23. ↑  «Les Jackson cherchent une maison à Genève». Tamedia. Le Matin. 16 de março de 1993
24. ↑  «Night Beat». The Atlanta Constitution. 42 páginas. 1 de maio de 1990
25. ↑  «Nominees for 21st annual Daytime Emmy Awards - UPI Archives». UPI (em inglês). Consultado em 1 de fevereiro de 2023
26. ↑  Pesselnick, Jill; Pesselnick, Jill (21 de agosto de 1998). «Billie Hughes». Variety (em inglês). Consultado em 1 de fevereiro de 2023